# Quinquelaophonte wellsi
Quinquelaophonte wellsi is een eenoogkreeftjessoort uit de familie van de Laophontidae. De wetenschappelijke naam van de soort is voor het eerst geldig gepubliceerd in 1973 door Hamond.